# Christine Michael
Christine Michael (ur. 9 listopada 1990 w Beaumont w stanie Teksas) – amerykański zawodnik futbolu amerykańskiego, grający na pozycji running back. W rozgrywkach akademickich NCAA występował w drużynie Texas A&M.
W roku 2013 przystąpił do draftu NFL. Został wybrany w drugiej rundzie (62. wybór) przez zespół Seattle Seahawks. W drużynie ze stanu Washington występuje do tej pory.